# Paul Sieurin
Paul Wilhelm Sieurin, född 28 februari 1867 i Bäcke socken, död 9 oktober 1933 i Skara, var en svensk uppfinnare.
Paul Sieurin var son till disponenten Per Sieurin. Efter studier vid realläroverket i Göteborg gick han vid 14 års ålder till sjöss. han seglade som matros på svenska och utländska handelsfartyg, tog sjökaptens- och ångbåtsbefälhavarexamen 1893 och var därefter kapten bland annat på ångfartyget Carl XV. 1901 lämnade Sieurin sjömansyrket och var i tre år stuverichef i Ångfartygs AB Thule. Han kom därvid att intressera sig för användandet av maskinkraft vid lossningarbetet. Han konstruerade en rad lastnings- och lossningsanordningar, bland annat en ångvinsch och en släpskopeanläggning. För utnyttjande av uppfinningarna bildade han 1908 ett engelskt bolag, Sieurins Discharging Gear Co. Ltd. Han var 1910–1919 dess general manager. Från 1912 var han också VD i det samma år instiftade Sieurins AB i Göteborg som bland annat exploaterade hans 1916 gjorda uppfinningar på livräddningsområdet, främst bestående i förbättringar av båtdävertarnas konstruktion, som möjliggjorde en snabbare och tryggare sjösättning av livbåtarna. På grund av den ekonomiska krisen efter första världskriget måste dock Sieurins AB 1921 upphöra med sin rörelse. Sieurin fortsatte dock med uppfinnarverksamheten, och 1925 bildades i Göteborg ett nytt bolag för exploateringen av hans konstruktioner, Sieurin Lifeboat Gear Company AB.